# Tobantilla
Tobantilla  (лат.) — род ос-немок (бархатных муравьёв) из подсемейства Sphaeropthalminae (триба Sphaeropthalmini). Эндемик Южной Америки

## Распространение
Южная Америка: Аргентина, Бразилия, Венесуэла, Колумбия.

## Описание
От близких родов фауны Южной Америки отличается следующими признаками самок: плоской или вогнутой спинной поверхностью мезосомы (на виде в профиль) и хорошо развитыми скутеллярными чешуйками;  верхняя и задняя поверхности проподеума взаимно более или менее перпендикулярны и обычно разделены латеральными поперечными килями; голенные шпоры белые или жёлтые, светлее чем голени и лапки; первый метасомальный сегмент явно узловидный и суженный сзади. Имеют 6-члениковые нижнечелюстные и 4-члениковые нижнегубные щупики. Формула шпор: 1-2-2.
Последняя ревизия рода проведена в 2011 году американскими энтомологами Кевином Уилльямсом (англ. Kevin A. Williams) и Джеймсом Питтсом (James P. Pitts, оба из Университета штата Юта, Logan, Юта) и южноафриканским гименоптерологом Денисом Бразерсом (Denis J. Brothers; University of KwaZulu-Natal, Питермарицбург, Scottsville, ЮАР).
- Tobantilla aleatrix Williams, Brothers & Pitts, 2011
- Tobantilla andrikos Williams, Brothers & Pitts, 2011
- Tobantilla charrasca Casal
- Tobantilla drosos Williams, Brothers & Pitts, 2011
- Tobantilla ephemeros Williams, Brothers & Pitts, 2011
- Tobantilla frigidula (Cresson)
- Tobantilla kolasma Williams, Brothers & Pitts, 2011
- Tobantilla krima Williams, Brothers & Pitts, 2011
- Tobantilla montonera Casal
- Tobantilla xouthos Williams, Brothers & Pitts, 2011